# Ural-63704
Der Ural-63704 (russisch Урал-63704) ist ein schwerer Lastwagen mit Allradantrieb aus der Produktion des russischen Uralski Awtomobilny Sawods. Die Sattelzugmaschine ist der Nachfolger des Ural-4420 und wird seit 2011 in Serie gebaut. Das Fahrzeug basiert auf dem Ural-6370 mit Pritsche.

## Fahrzeugbeschreibung

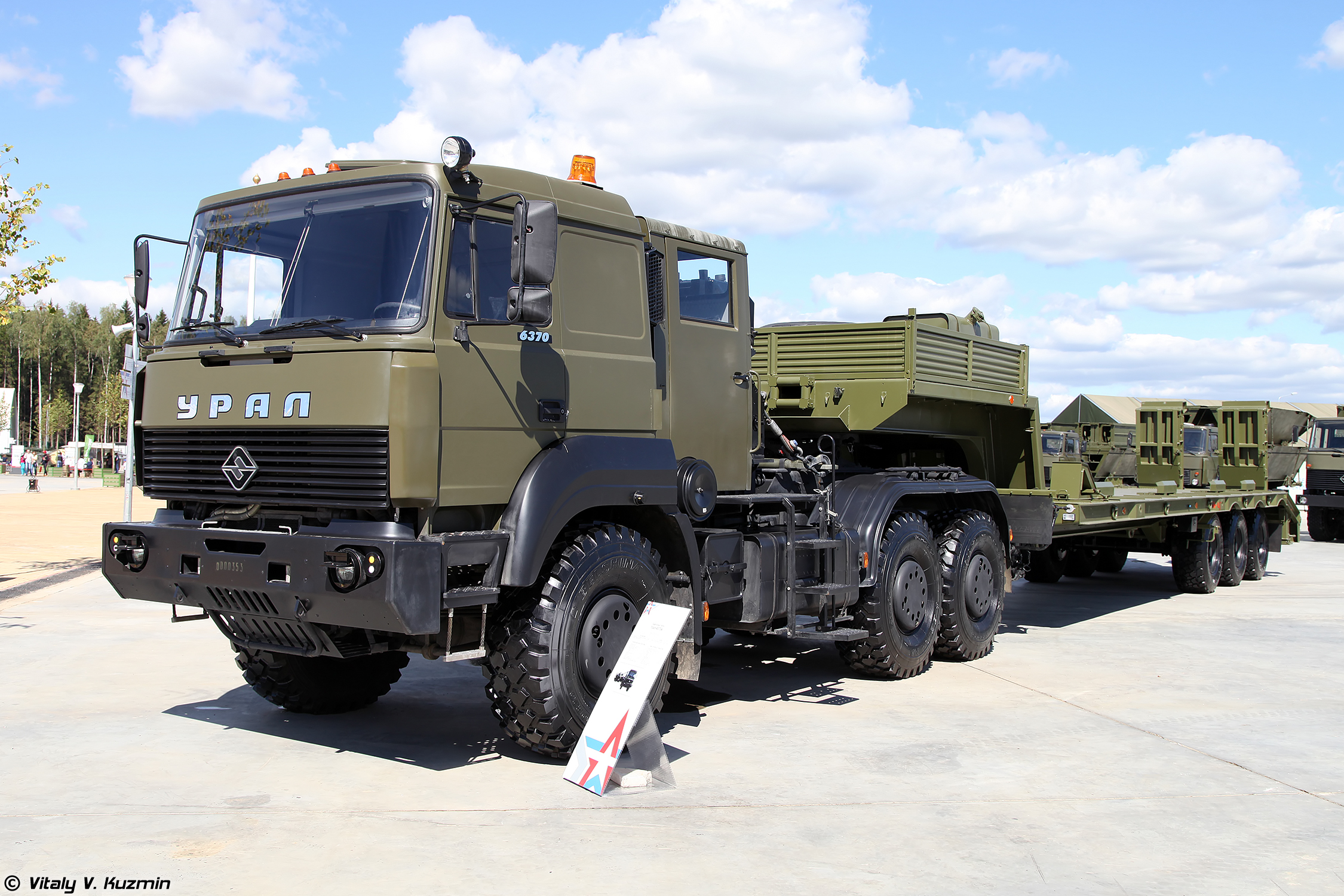
Ural-63704 als Panzertransporter mit verlängerter Kabine (2015)

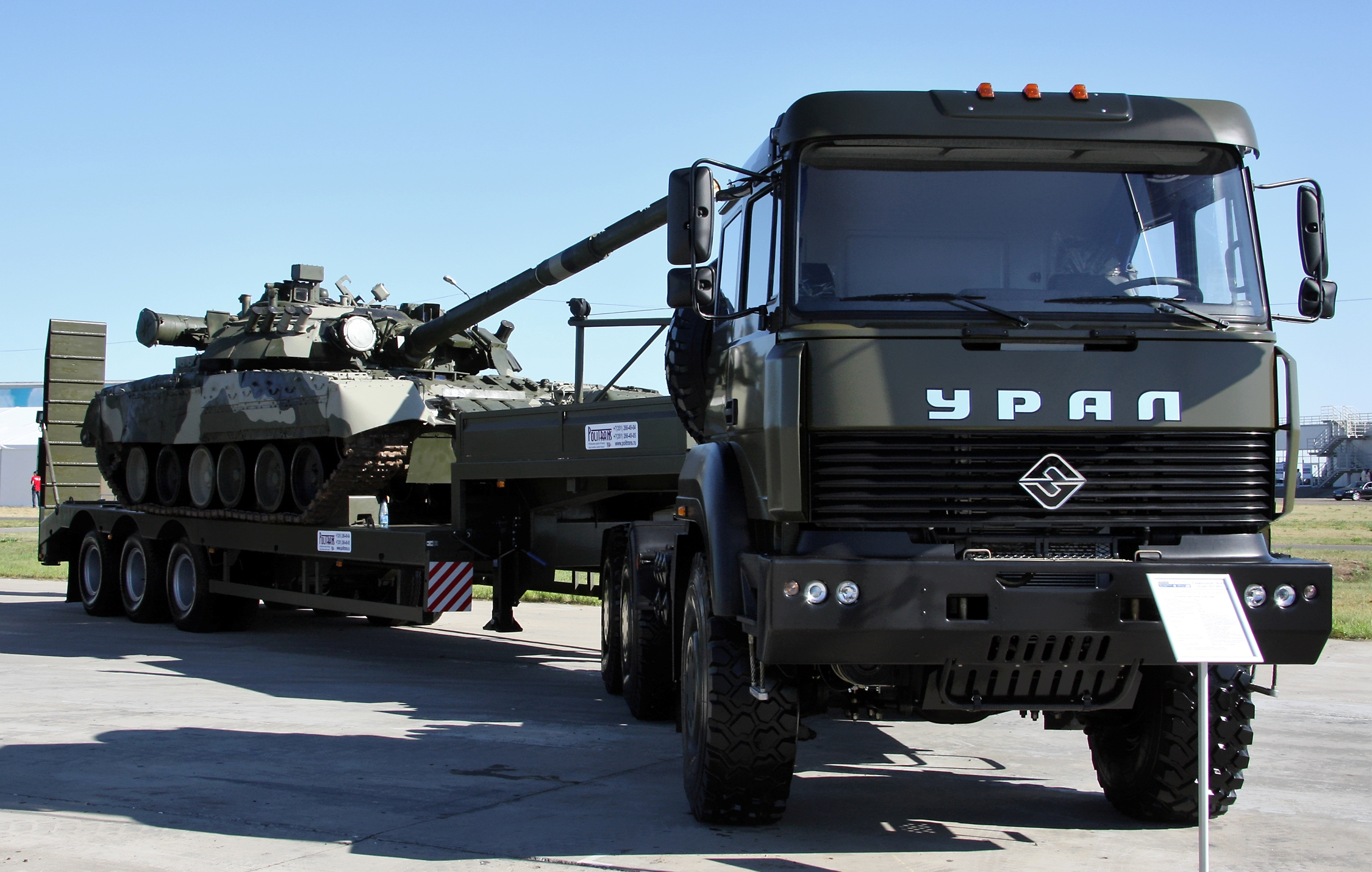
Ural-63704 in Standardausführung als Panzertransporter (2010)

Wie auch die Version mit Pritsche wurde der Ural-63704 im Jahr 2010 entwickelt. Noch im gleichen Jahr war er auf verschiedenen Technik- und Fahrzeugmessen in Russland zu sehen. Bis Ende 2011 wurde mit dem Bau der Serienfahrzeuge begonnen.
Im Ural-63704 werden viele Zulieferteile von Firmen verwendet, die nicht in Russland ansässig sind. Schaltgetriebe und Verteilergetriebe stammen vom deutschen Unternehmen ZF Friedrichshafen, die Fahrerkabinen ursprünglich von der Iveco T-Reihe, die Bremsanlage liefern WABCO und Knorr-Bremse zu, und die Lichtanlage stammt von HELLA. Während Raba die Achsen zuliefert, stammt der Motor aus russischer Fertigung. Der großvolumige Sechszylinder-Dieselmotor mit über elf Litern Hubraum und 412 PS (303 kW) wird im Jaroslawski Motorny Sawod (JaMZ) gebaut. JaMZ gehört ebenso wie das UralAZ zur GAZ-Gruppe.
Aufgrund seiner hohen Bodenfreiheit, dem Allradantrieb und der großen Einzelbereifung ist der Lastwagen gut geländegängig. Dadurch ist er auch für militärische Nutzer interessant.

## Technische Daten
Die hier aufgeführten Daten gelten für den Ural-63704, wie der Hersteller ihn Mitte 2016 anbot.
- Motor: Viertakt-R6-Dieselmotor
- Motortyp: JaMZ-652
- Leistung: 412 PS (303 kW)
- maximales Drehmoment: 1870 Nm
- Hubraum: 11,12 l
- Bohrung: 123,0 mm
- Hub: 156,0 mm
- Verdichtung: 16,4:1
- Getriebe: manuelles Sechzehngang-Schaltgetriebe
- Getriebetyp: ZF 16S 2220 TD von ZF Friedrichshafen
- Gewicht Motor + Getriebe: 1486 kg
- Untersetzungsgetriebe: zweistufig, Typ ZF VG2000
- Achsen: RABA MAXS
- Tankinhalt: 500 l
- Antriebsformel: 6×6

Abmessungen und Gewichte
- Länge: 7740 mm
- Höhe: 3358 mm
- Radstand: 3925 + 1440 mm
- Höhe der Sattelkupplung: 1550 bis 1668 mm
- Leergewicht: 11.250 kg
- Zuladung: 22.000 kg
- zulässiges Gesamtgewicht: 33.400 kg
- zulässiges Gesamtgewicht des Sattelzugs: 63.000 kg
- Reifengröße: 16.00R20